# Oxie landsfiskalsdistrikt
Oxie landsfiskalsdistrikt var 1918-1951 ett landsfiskalsdistrikt i Malmöhus län, bildat när Sveriges indelning i landsfiskalsdistrikt trädde i kraft den 1 januari 1918, enligt beslut den 7 september 1917. När Sveriges nya indelning i landsfiskalsdistrikt trädde i kraft den 1 januari 1952 (enligt kungörelsen 1 juni 1951) upplöstes distriktet och dess ingående områden delades mellan Malmö stad samt landsfiskalsdistrikten Bara, Svedala och Vellinge.
Landsfiskalsdistriktet låg under länsstyrelsen i Malmöhus län.

## Ingående områden
1 januari 1931 inkorporerades Fosie landskommun i Malmö stad och dess område överfördes då från landsfiskalsdistriktet till staden. 1 januari 1935 inkorporerades Husie landskommun i staden.

### Från 1918
Oxie härad:
- Arrie landskommun
- Bunkeflo landskommun
- Fosie landskommun
- Glostorps landskommun
- Husie landskommun
- Lockarps landskommun
- Oxie landskommun
- Särslövs landskommun
- Södra Sallerups landskommun
- Tygelsjö landskommun
- Västra Klagstorps landskommun

### Från 1931
Oxie härad:
- Arrie landskommun
- Bunkeflo landskommun
- Glostorps landskommun
- Husie landskommun
- Lockarps landskommun
- Oxie landskommun
- Särslövs landskommun
- Södra Sallerups landskommun
- Tygelsjö landskommun
- Västra Klagstorps landskommun

### Från 1935
Oxie härad:
- Arrie landskommun
- Bunkeflo landskommun
- Glostorps landskommun
- Lockarps landskommun
- Oxie landskommun
- Särslövs landskommun
- Södra Sallerups landskommun
- Tygelsjö landskommun
- Västra Klagstorps landskommun